# Menotey
Menotey é uma comuna francesa na região administrativa de Borgonha-Franco-Condado, no departamento de Jura. Estende-se por uma área de 5,02 km². Em 2010 a comuna tinha 324 habitantes (densidade: 64,5 hab./km²).